# Otto Lüthje
Otto Lüthje (* 17. Mai 1902 in Hamburg; † 23. Januar 1977 ebenda; in Besetzungslisten manchmal auch Otto Lütje) war ein deutscher Schauspieler, Hörspielsprecher und Mittelschullehrer.

## Biografie
Otto Lüthje war das jüngste Kind eines Hamburger Feuerwehrbeamten und dessen Ehefrau. Schon als kleiner Junge stellte er sein künstlerisches Talent auf Weihnachts- und Kameradschaftsfeiern der Hamburger Feuerwehr unter Beweis, wo er deutsche Dichtung deklamierte. Nach Abschluss seiner Schulausbildung nahm er ein Studium auf und wurde anschließend Mittelschullehrer mit den Fächern Musik, Deutsch und Erdkunde.
Da er 1923 zunächst keine Anstellung erhielt, wurde er Volontär bei der Fruchthof-Filiale der Norddeutschen Bank. Der dortige Buchhalter, Hermann Möller, war Laienschauspieler bei Richard Ohnsorg und dessen rechte Hand. Dieser weckte bei Otto Lüthje das Interesse für die Schauspielerei. 1924 trat er dennoch in den Schuldienst ein. Im selben Jahr gelang es Richard Ohnsorg, Lüthje auch als Schauspieler an die Niederdeutsche Bühne Hamburg, das spätere Ohnsorg-Theater, zu engagieren.
Lüthje begann, genau wie seine älteren Kollegen Hans Langmaack und Walther Bullerdiek, die ebenfalls Schullehrer waren, beruflich ein Doppelleben zu führen und gab den Beruf des Lehrers nie auf. So stand er vormittags im Klassenzimmer und abends auf der Bühne. Seine Schüler sollen auf Lüthje, der auch ein ausgezeichneter Pädagoge war, sehr stolz gewesen sein. Das Ensemble-Mitglied und späterer Intendant des Ohnsorg-Theaters Günther Siegmund war ein früherer Schüler von ihm.
Zu Beginn seiner Bühnenkarriere spielte er zunächst nur kleinere Rollen. Mal den ersten Bauern, ein anderes Mal den zweiten Soldaten, wie er es selbst manchmal nannte. Erst zu Beginn der 1930er Jahre erkannte Ohnsorg Lüthjes komödiantisches Talent, und ab dieser Zeit verkörperte er häufig komische Liebhaber. Den ernsthaften Liebhaberrollen ging er, wenn möglich, aus dem Weg.
Als der NWDR im Jahre 1954 damit begann, Aufzeichnungen aus dem Ohnsorg-Theater zu senden, wurden ihre Stars, zunächst vor allem Walter Scherau, dann Heidi Kabel, Henry Vahl und Otto Lüthje auch bundesweit äußerst populär. Lüthje wurde zu dieser Zeit oft als „urwüchsiger Menschendarsteller“ bezeichnet und zu einem vielgeliebten Volksschauspieler. Unvergessen sind seine Darstellungen des niederdeutschen Don Camillo in dem Stück Mit em op du un du, des August Bodendiek in Kein Auskommen mit dem Einkommen  oder des Krischan Honolulu in Die Königin von Honolulu, ein Stück, in dem man ihn auch als Sänger erleben konnte.
Seine Lieblingsrolle war die des Opa Meiners in Das Hörrohr von Karl Bunje, den er auf eine verschmitzt, liebenswert gerissene Weise darstellte. Bedauerlicherweise existieren von den beiden Fernsehaufführungen von 1960 und 1964 keine verwertbaren Kopien mehr, nur eine Hörspielfassung in niederdeutscher Mundart aus dem Jahre 1954 ist noch erhalten. Als NDR und Ohnsorg-Theater für 1973 eine neue Aufzeichnung des Stückes Das Hörrohr vereinbarten, wollte er noch einmal vor der Kamera seine Lieblingsrolle, den Opa Meiners, spielen. Doch dieser Wunsch erfüllte sich nicht mehr.
Wie die meisten der Ohnsorg-Darsteller nahm er auch Rollen bei Film und Fernsehen an. So trat er auch in Krimis wie Stahlnetz oder Gestatten, mein Name ist Cox auf. Hier waren es zumeist kleinere Rollen, wie in Das Haus an der Stör, wo er den Aussteller auf einer Messe für Haushaltsgeräte spielte. In dem Film Otto und die nackte Welle verkörperte er, mit weiteren Ohnsorg-Stars an seiner Seite, die Titelrolle. Er trat auch in verschiedenen Unterhaltungssendungen der damaligen Zeit, wie Zwischenmahlzeit und Haifischbar auf. 1966 war er gemeinsam mit Heidi Kabel in einem kleinen Werbefilm für die ARD-Fernsehlotterie Ein Platz an der Sonne – Mit 5 Mark sind Sie dabei zu sehen.
Lüthje war zusammen mit den Ohnsorg-Ensemble jahrzehntelang beim Hörfunk (NORAG, NWDR Hamburg und NDR) als Sprecher und ab 1959 auch als Regisseur tätig. Vorwiegend waren es Mundart-Hörspiele, bei denen er meistens eine Hauptrolle sprach.
Er gehörte dem Ohnsorg-Theater 48 Jahre lang an und hat es, obwohl er nie Schauspielunterricht genommen hatte, entscheidend mitgeprägt. Nach Kriegsende trug er beim Hamburger Rundfunk mit dazu bei, den Schulfunk wie auch den Kinderfunk wieder aufzubauen. Er sprach zudem in den Kurzhörspielen Neues aus Waldhagen den Dorfschuster Emil Ziesemann. 1964 ließ er sich im Alter von 62 Jahren vorzeitig pensionieren und war von da an nur noch als Schauspieler tätig. Ähnlich wie sein Kollege Henry Vahl spielte er in den späten Jahren gerne „komische Alte“. Mit Heidi Kabel und Henry Vahl war er auch privat eng befreundet.

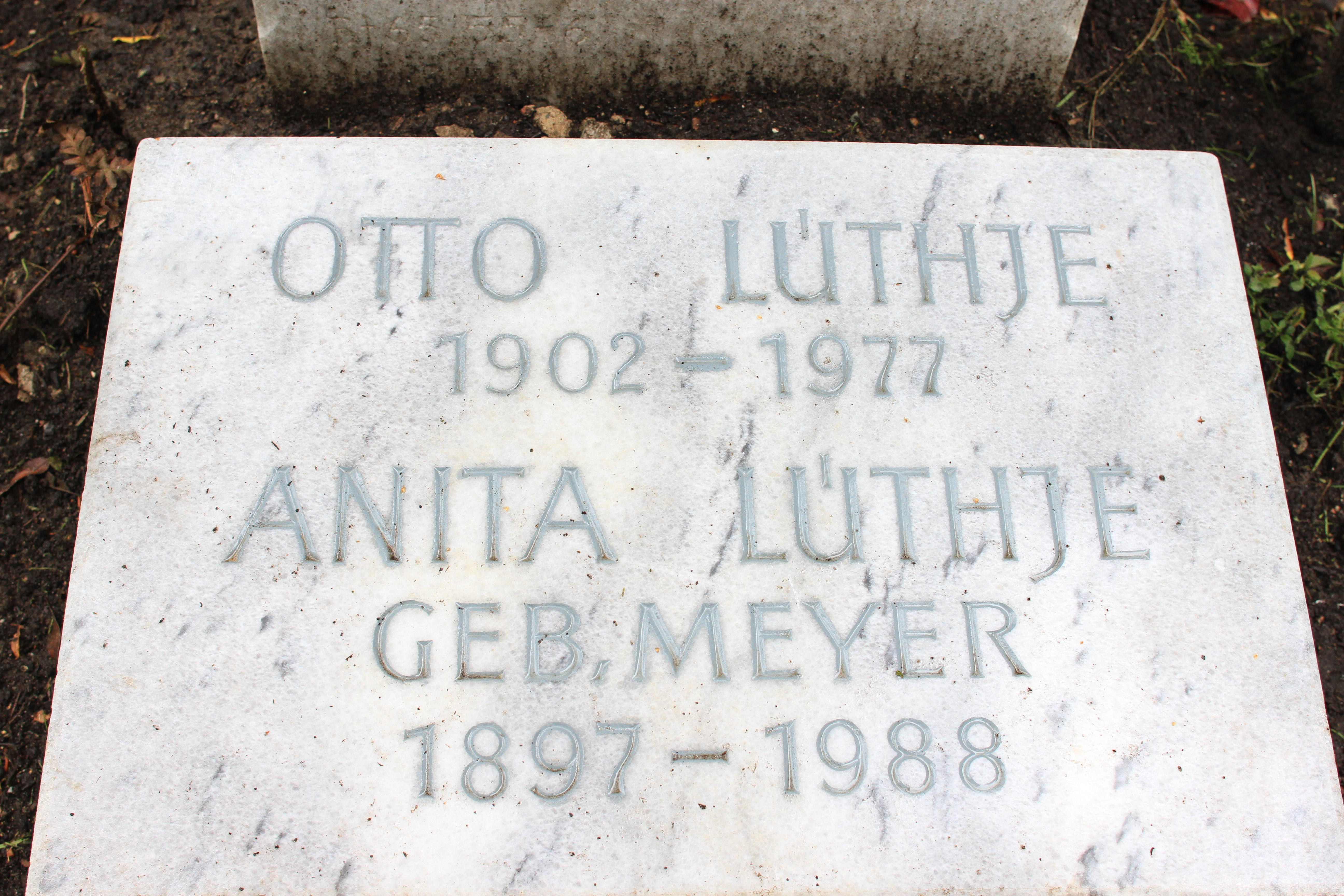
Grab von Otto Lüthje auf dem Friedhof Ohlsdorf

Nach einem schweren Herzinfarkt war Otto Lüthje 1972 gezwungen, seine Bühnentätigkeit aufzugeben. Bereits ein Jahr zuvor musste er nach einem Unfall im österreichischen Lienz, bei dem er von einem PKW angefahren worden war, für eine geraume Zeit pausieren. Sein Gesundheitszustand verschlechterte sich in den folgenden Jahren. Am 14. Dezember 1976 wurde er in das Hamburger Krankenhaus Ochsenzoll eingeliefert. Nachdem er dort am 23. Januar 1977 seinen fünften Herzinfarkt erlitten hatte, verstarb er an Herzversagen.
Unter großer Anteilnahme der Bevölkerung wurde er am 31. Januar auf dem Hamburger Friedhof Ohlsdorf in der  Grabstelle: BT65 56 beigesetzt. Die Trauerfeier fand vorher auf dem Friedhof Bergstedt statt.
Er war mit Anita Lüthje, geb. Meyer (1897–1988) verheiratet. Sie kam als Tochter eines Hamburger Kaufmanns in Mexiko zur Welt. Das Ehepaar hatte eine gemeinsame Tochter und zwei Söhne aus der ersten Ehe der Frau.

## Filmografie
- 1955: Kinder, Mütter und ein General (Bahnhofsvorsteher) – Regie: László Benedek
- 1961: Am Abend ins Odeon – Fernsehserie, Folge vom 13. Februar 1961 (Gerichtsvollzieher) – Regie:  Udo-Wolfgang Wilk
- 1961: Stahlnetz – Fernsehserie, Folge: Saison (Herr Pfeiffer) – Regie: Jürgen Roland
- 1962: Stahlnetz – Fernsehserie, Folge: In jeder Stadt … (Rezeptionist im Hotel „Niederländischer Hof“) – Regie: Jürgen Roland
- 1963: Stahlnetz – Fernsehserie, Folge: Das Haus an der Stör (Erwin Schmidt) – Regie: Jürgen Roland
- 1964: Wilhelmsburger Freitag (Pförtner) – Regie: Egon Monk
- 1965: Gestatten, mein Name ist Cox – Fernsehserie, Folge: Jedes Geschäft hat sein Risiko – Regie: Georg Tressler
- 1965: Die eigenen vier Wände (Geldbriefträger) – Regie: Wolfgang Glück
- 1967: Dreizehn Briefe – Fernsehserie, Folge: Seenotfall bei Tonne 2 (Vater Jan) – Regie: Hermann Kugelstadt
- 1967: Landarzt Dr. Brock – Fernsehserie, Folge: Die Entscheidung (Direktor Bommermann) – Regie: Ralph Lothar
- 1968: Polizeifunk ruft – Fernsehserie, Folge: Der Reinfall (Willy) – Regie: Hermann Leitner
- 1968: Otto und die nackte Welle (Otto Sanftleben) – Regie: Günther Siegmund
- 1968: Hafenkrankenhaus – Fernsehserie, Folge: Der Trick (Fritz Langmark) – Regie: Erich Neureuther
- 1968: Großer Mann, was nun? – Fernsehserie, Folge: Der Ausflug (Hafenkneipenwirt) – Regie: Eugen York
- 1968: Professor Columbus – Regie: Rainer Erler
- 1968: Polizeifunk ruft – Fernsehserie, Folge: Die Sozialhelferin (Herr Budde) – Regie: Hermann Leitner
- 1970: Wir fahren mit der U-Bahn nach St. Pauli – Regie: Claus Muras
- 1971: Scala heute – Revue mit neuen Bildern und alten Erinnerungen – Regie: Géza von Cziffra

## Aufzeichnungen aus dem Ohnsorg-Theater
- 1954: Seine Majestät Gustav Krause – Regie: Hans Mahler, mit Walter Scherau, Heidi Kabel, Hilde Sicks
- 1955: Das Herrschaftskind (Mijnheer Pieter van Vlierberghe) – Regie: Hans Mahler, mit Walter Scherau, Heidi Kabel,
- 1956: Cowboys, Quiddjes und Matrosen – Regie: Hans Mahler, mit Heini Kaufeld, Erna Raupach-Petersen, Christa Wehling
- 1957: Kein Auskommen mit dem Einkommen (August Bodendieck) – Regie: Heini Kaufeld, mit Anni Hartmann, Günther Siegmund, Ernst Grabbe
- 1959: Mensch sein muß der Mensch (Johannes Wilke, Polizeimeister) – Regie: Hans Mahler, mit Hartwig Sievers, Heidi Kabel, Hilde Sicks
- 1959: Der möblierte Herr – Regie: Hans Mahler, mit Walter Scherau, Heidi Kabel, Eri Neumann
- 1960: Schneider Nörig – Regie: Hans Mahler, mit Henry Vahl, Heidi Kabel, Christine Hansen
- 1960: Das Hörrohr (Opa Meiners) – Regie: Hans Mahler, mit Heinz Lanker, Hilde Sicks, Günther Siegmund, Heini Kaufeld
- 1962: Der Bürgermeisterstuhl (Willem) – Regie: Hans Mahler, mit Heinz Lanker, Henry Vahl, Heidi Kabel, Christa Wehling
- 1962: Brand-Stiftung (Pfarrer Brand) – Regie: Hans Mahler, mit Eri Neumann, Heidi Kabel, Edgar Bessen
- 1963: Die blaue Tulpe – Regie: Hans Mahler, mit  Heinz Lanker, Hartwig Sievers, Gisela Wessel
- 1964: Die vergnügte Tankstelle – Regie: Günther Siegmund, mit Jochen Schenck, Hilde Sicks, Henry Vahl, Gisela Wessel
- 1964: Das Hörrohr (Opa Meiners) – Regie: Hans Mahler, mit Heinz Lanker, Hilde Sicks, Edgar Bessen, Erna Raupach-Petersen
- 1964: Die Kartenlegerin oder Die Welt will betrogen sein (Peter Henck – Landwirt) – Regie: Hans Mahler, Alfred Johst (Fernsehregie), mit Heidi Kabel, Edgar Bessen, Erna Raupach-Petersen
- 1965: Der rote Unterrock – Regie: Günther Siegmund,  mit Jochen Schenck, Edgar Bessen, Hilde Sicks
- 1965: Der politische Bock – Regie: Günther Siegmund, mit Karl-Heinz Kreienbaum, Heidi Mahler, Hilde Sicks
- 1965: Das schlechte Gewissen (Sparkassenbeamter Knobbe) – Regie: Hans Mahler, mit Heidi Kabel, Heidi Mahler, Edgar Bessen
- 1966: Kein Auskommen mit dem Einkommen (August Bodendiek) – Regie: Heini Kaufeld, mit Heidi Kabel, Edgar Bessen, Heidi Mahler, Hilde Sicks, Henry Vahl, Ernst Grabbe, Erna Raupach-Petersen
- 1966: Gastwirt Goebel (Gustav Goebel) – Regie: Günther Siegmund, mit Erna Raupach-Petersen, Ulla Mahrt
- 1966: Die Königin von Honolulu (Krischan Honolulu) – Regie: Günther Siegmund, mit Jochen Schenck, Erna Raupach-Petersen, Werner Riepel, Heidi Mahler
- 1967: Peter Pink (Peter Pink) – Regie: Hans Mahler, mit Heidi Kabel, Edgar Bessen, Ulla Mahrt, Karl Heinz Kreienbaum, Ernst Grabbe
- 1968: Zwei Kisten Rum (Torfschiffer August von Katjendörp) – Regie: Günther Siegmund, mit Wiebke Allert, Werner Riepel, Heini Kaufeld, Jochen Schenck, Christa Wehling, Hilde Sicks, Günther Siegmund, Karl-Heinz Kreienbaum – (1. Aufzeichnung in Farbe)
- 1968: Die Kartenlegerin (Peter Henck) – Regie: Hans Mahler, mit Heidi Kabel, Edgar Bessen, Willy Millowitsch, Karl-Heinz Kreienbaum, Erna Raupach-Petersen, Jochen Schenck, Christa Wehling, Henry Vahl, Ernst Grabbe, Hanno Thurau, Freddy Quinn
- 1968: Die lieben Verwandten (Julius Söbenstern) – Regie: Hans Mahler, mit Erna Raupach-Petersen, Henry Vahl, Werner Riepel
- 1969: Der Bürgermeisterstuhl (Willem) – Regie: Hans Mahler, mit Heinz Lanker, Henry Vahl, Heidi Kabel, Christa Wehling, Anni Hartmann, Eri Neumann, Christine Hansen, Erna Raupach-Petersen, Günther Siegmund, Heini Kaufeld, Jochen Schenck, Ernst Grabbe
- 1969: Landleben (Altbauer Claus Voss) – Regie: Jochen Schenck, mit Erna Raupach-Petersen, Ernst Grabbe, Jochen Schenck, Herma Koehn
- 1970: Schmuggelbrüder (Adrian) – Regie: Günther Siegmund, mit Hilde Sicks, Karl-Heinz Kreienbaum
- 1970: Doppelt verspielt – Regie: Günther Siegmund, mit Karl-Heinz Kreienbaum, Christa Wehling, Jochen Schenck
- 1970: Trautes Heim (Herr Schneider) – Regie: Günther Siegmund, mit Heidi Mahler, Jürgen Pooch, Ernst Grabbe, Heidi Kabel
- 1971: Mein Mann, der fährt zur See (Friedrich Brammer) – Regie: Günther Siegmund, mit Christa Wehling, Edgar Bessen, Herma Koehn, Henry Vahl, Heidi Kabel, Hilde Sicks, Ernst Grabbe, Heini Kaufeld

## Theaterkritiken in Auszügen
Einige relevante Auszüge aus den im Kritikenarchiv des Deutschen Theatermuseums in München vorliegenden Kritiken, in denen Otto Lüthje erwähnt wird. Kritiken vor 1946 hat das Museum nicht im Archiv.
In Luv und Lee die Liebe (März 1951) von Friedrich Lindemann; Rolle: ???:

„Selten sah man eine so fröhliche, straff und flott gespielte Aufführung. […] Ein Erfolg, um den sich Autor, Regisseur und sämtliche Darsteller (vor allem Walter Scherau, Heini Kaufeld und Otto Lüthje,…) gleichermaßen verdient machen.“

Verdriehte Leev (31. Dezember 1951) von Hans Müller-Schlösser; Regie: Otto Lüthje; Rolle: Tabakhändler van Nellen:

„Otto Lüthjes Regie war allzusehr auf Knalleffekte abgestimmt, wo es zu dämpfen galt, und seinem Tabakhändler van Nellen fehlte das Vollsaftige eines Pallieters.“

Leentje Marten (März 1952) von Jan Fabricius; Rolle: Schwiegersohn:

„Das Richard-Ohnsorg-Ensemble ist auf pastellfarbenen Kammerton ‚geeicht’, und so entfaltete sich unter Hartwig Sievers Regie ein fein abgestimmtes Spiel. […] Von mehr oder minder sympathischen Temperamentsausbrüchen erfüllt: Heidi Kabel, Hilde Sicks, Erwin Wirschaz, Otto Lüthje.“

„Heidi Kabel und Otto Lüthje als Schwiegerkinder bringen der alten Frau ein ehrliches, ihren eigenen Eheleuten aber ein fast schadenfrohes Verständnis entgegen. […] Das dramatisch handlungsarme Werk wurde zur Hauptsache durch das eindrucksvolle Spiel der Darsteller getragen, […].“

Malle Tieden (Oktober 1958) von Friedrich Wilhelm Meyer-Brink, nach Fritz Stavenhagen; Rolle: Heimkehrer:

„Spielleiter Hans Mahler hatte Gelegenheit, seine große Liebe für Massenszenen und Volksgemurmel zu beweisen. Sie wirkten leider oft wuchtig und langatmig. Gedämpfter, eigener Art waren Harrtwig Sievers (als Baron), Gisela Wessel (dessen Tochter) und Otto Lüthje (Heimkehrer).“

De polit’sche Buck (September 1964) von Jens Exler; Rolle: Knecht Fröbbe:

„Günther Siegmund, der Regie führte, nutzte jede Möglichkeit, das Stück richtig an den Mann zu bringen. Geschickt wurden die Schwächen überspielt, die Pointen saßen, gleich ob es nun um Anspielungen politischer Art oder um Dinge des dörflichen Zusammenlebens ging. […] Da ist aber auch der Knecht Fröbbe (in alter Frische Otto Lüthje), der sein eigenes Spielchen treibt […].“

Twee Kisten Rum (Januar 1968) von Alma Rogge; Rolle: Schmuggler:

„Ein beschwingter Start ins neue Jahr gelang dem Ohnsorg-Theater mit Alma Rogges ‚Twee Kisten Rum’, einer Komödie, deren zweite Wiederaufnahme in fünf Jahren niemand reuen wird. […] Günther Siegmund inszenierte das Spiel der drei Hobby-Schmuggler […]. Wie Otto Lüthje und […] ihre Schliche planen […], wird glaubwürdig und voller Schwung gebracht.“

De leeben Verwandten (Tournee im November 1968: Jahrhunderthalle Hoechst) von Wilfried Wroost; Rolle: Fabrikant:

„‚Ach ja, der!‘, flüsterte im freudigen Wiedererkennenston die Nachbarin zum Nachbarn und man rührt die Hand zum Applaus: Auftritt Henry Vahl oder Otto Lüthje […]. Die Höchster Jahrhunderthalle – so gut wie ausverkauft – versammelte am Freitagabend eine riesige Fernsehfamilie […].“

Duppelt verspeelt (März 1969) von Hans Bunje – Uraufführung; Rolle: Maschinist:

„Im ganzen gelang Bunje ein guter Wurf, der in den Händen von Regisseur Günther Siegmund sein Ziel, zu unterhalten, nicht verfehlte. Die drei Seeleute, verkörpert von dem immer wieder prachtvollen, trocken-verschlagenen Otto Lüthje, […], waren reine schauspielerische Freude.“

„Karl-Heinz Kreienbaum als Kapitän, Christa Wehling als seine Frau, Jochen Schenck, Otto Lüthje (ein Sonderlob!) und Rolf Bohnsack in den Rollen der Maschinisten […] agierten mit Schwung und Humor in der von Günther Siegmund straff gehaltenen und dadurch spannenden Inszenierung.“

## Hörspiele

### Als Regisseur
- 1959: De Strohwitwer – Autor: Adolf Woderich
- 1959: Hurra, mien Modder kan swemm'n – Autor: Thomas Klingg
- 1959: Spök in'n Dörpen – Autor: Artur M. Fraedrich
- 1961: Besök in de Vergangenheit – Autorinnen: Ruth Bunkenburg und Irene Bremer, unter dem gemeinsamen Pseudonym Rudolf Reiner
- 1961: De Möhlenhoff – Autor: Günther Siegmund
- 1961: Ünner de Klock – Autor: Otto Tenne
- 1962: Besöök op Mettenwarft – Autor: Hans Ehrke
- 1963: Op krummen Kurs. Eine Janmaatengroteske – Autor: Fritz Specht
- 1964: Hein Butendörp sien Bestmann – Autor: Ferdinand Oesau
- 1964: Dat Arvdeel – Autor: Heinrich Deiters
- 1965: Irgendwohen – Autor: Karl Hermann Cordt
- 1965: De 100. Geburtsdag – Autor: Herbert Stahlbuhk
- 1969: 	Sommerleev – Autor: Ewald Christophers

### Als Sprecher
- 1925: Narrenspegel – Regie: Hans Böttcher
- 1927: St. Elmsfüer – Regie: Hans Böttcher
- 1927: See, nach Herman Heijermans – Regie: Hans Böttcher
- 1949: Silvester oder "Bullenkopp un Stint" – Regie: Hans Freundt
- 1950: Swienskomödi – Regie: Hans Freundt
- 1950: De Schapschur – Regie: Hans Freundt
- 1950: Lünkenlarm – Regie: Hans Freundt
- 1950: Johannes Brahms – Regie: Hans Freundt
- 1951: Mien lütt Dörp – Autor und Regie: Werner Perrey
- 1951: Dat Redentiner Osterspill – Regie: Hans Freundt
- 1951: Blomen un Unkruut – Regie: Hans Freundt
- 1951: Thies un Ose – Regie: Hans Freundt
- 1951: Versteeken spelen – Regie: Hans Freundt
- 1951: Avendroot – Regie: Hans Freundt
- 1951: De dütsche Michel – Regie: Hans Freundt
- 1951: Ünner een Dack – Regie: Hans Freundt
- 1951: Wat waard hier späält? – Regie: Werner Perrey
- 1951: Krut gegen den Dood – Regie: Hans Freundt
- 1952: Heimotluft – Regie: Hans Freundt
- 1952: Peter Lurenz bi Abukir – Regie: Hans Freundt
- 1952: De Landfeend op Helgoland – Regie: Werner Perrey
- 1952: Ut de Franzosentid – Regie: Hans Freundt
- 1952: De Pott is twei (Niederdeutsche Version von Der zerbrochne Krug von Heinrich von Kleist, in einer Bearbeitung von Albert Mähl) – Regie: Hans Freundt
- 1952: Allns üm de Deern – Regie: Hans Freundt
- 1952: Ulenspegel – Kneep – Regie: Hans Freundt
- 1952: In Luv und Lee die Liebe – Regie: Hans Freundt
- 1952: Pott un Pann – Regie: Nicht bekannt
- 1952: De Pannkokenjung – Regie: Hans Freundt
- 1952: Der Quickborn – Regie: Hans Freundt
- 1953: Finkwarder – Regie: Hans Freundt
- 1953: Rungholt – Schicksalstag der Stadt am Meer – Regie: Günter Jansen
- 1953: Wenn de Maan schient – Regie: Günter Jansen
- 1953: De letzte Feihde – Regie: Günter Jansen
- 1953: De Königin incognito – Regie: Günter Jansen
- 1953: Hinterm Deich – Regie: Günter Jansen
- 1953: Nu kümmt de Storm – Regie: Günter Jansen
- 1953: Dat Motiv – Regie: Günter Jansen
- 1953: Gott sien Speelmann – Regie: Hans Tügel
- 1953: En Swien geiht üm – Regie: Günter Jansen
- 1954: Wokeen kennt mi? – Regie: Günter Jansen
- 1954: Hemmingstedt – Regie: Günter Jansen
- 1954: Hein Mahrt – Regie: Hans Tügel
- 1954: Greta – Regie: Günter Jansen
- 1954: Harten ünner'n Hamer – Regie: Hans Tügel
- 1954: Jeppe in't Paradies – Regie: Günter Jansen
- 1954: Mit Stappenbeck stimmt wat nich! – Regie: Hans Tügel
- 1954: Oold Isen – Regie: Hans Tügel
- 1954: Dat Leed vun de See – Regie: Günter Jansen
- 1954: Dat Hörrohr (Opa Meiners) – Regie: Günter Jansen
- 1954: De Bloatsbroder – Regie: Günter Jansen
- 1954: Spuren in'n Snee! – Regie: Günter Jansen
- 1954: Dat Hart is klöker – Regie: Hans Tügel
- 1955: Der Nigger auf Scharhörn – Regie: Kurt Reiss
- 1955: De swatte Hex – Regie: Günter Jansen
- 1955: Uwe un Ebba – Regie: Günter Jansen
- 1955: Wat dat nich all gifft – Regie: Günter Jansen
- 1955: Dat Sünndagskind – Regie: Nicht bekannt
- 1955: Eers mal Regen – denn de Sünn! – Regie: Günter Jansen
- 1955: Alleen laten – Regie: Günter Jansen
- 1955: Asmus Karsten söcht en niege Heimat – Regie: Hans Tügel
- 1955: Sien Monika – Regie: Günter Jansen
- 1955: De Stunnen twischen de Tied – Regie: Günter Jansen
- 1955: Dat Spill von de Hilligen Dree Könige – Regie: Hans Mahler
- 1955: Een Sylvesterawend – Regie: Günter Jansen
- 1956: De Buxtehuder Wett – Regie: Günter Jansen
- 1956: Den Düwel sin Aflegger – Regie: Günter Jansen
- 1956: De Börgermeister vun Lütten-Bramdörp – Regie: Hans Tügel
- 1956: Fritz Stavenhagen – Regie: Hans Tügel
- 1956: Äwer de Grenz – Regie: Günter Jansen
- 1956: De ruge Hoff – Regie: Hans Tügel
- 1956: De vun'n Weg afkümmt – Regie: Hans Tügel
- 1956: Stratenmusik – Regie: Hans Tügel
- 1956: De letzte Breef – Regie: Günter Jansen
- 1956: De Stern achter de Wulken – Regie: Günter Jansen
- 1957: Pythagoras ward'n Kerl – Regie: Günter Jansen
- 1957: Söben mol teihn – Regie: Günter Jansen
- 1957: Julia un de Renaissance – Regie: Hans Tügel
- 1957: Paragraf een: "De Minsch" – Regie: Günter Jansen
- 1957: Deerten makt sik'n Hög – Regie: Günter Jansen
- 1957: To froh un to last – Regie: Günter Jansen
- 1957: Windeier – Regie: Günter Jansen
- 1957: Leege Lüd – Regie: Günter Jansen
- 1957: Mudder is verreist – Regie: Günter Jansen
- 1957: Stött di nich an de Nees, Hannes – Regie: Günter Jansen
- 1957: Dat Düvelsexamen  – Regie: Hans Tügel, mit Uwe Friedrichsen
- 1957: Kaspar Troll – Regie: Hans Tügel
- 1957: Pinkerton – Regie: Günter Jansen
- 1957: De Möllner Gerechtigkeit – Regie: Hans Tügel
- 1958: De Regenrat. Een Funkvertelln – Regie: Günter Jansen
- 1958: De Doden sünd dod – Regie: Hans Tügel
- 1958: Ein Blinder geht durch die Stadt – Regie: Kurt Reiss
- 1958: Fierobend – Regie: Günter Jansen
- 1958: Merkur über Hamburg – Regie: Hans Tügel
- 1958: Leege Fracht – Regie: Günter Jansen
- 1958: Pythagoras ward 'n Keerl – Regie: Günter Jansen
- 1958: Recht mutt Recht blieven – Regie: Hans Tügel
- 1958: De dumme Ilsebill – Regie: Hans Mahler
- 1958: Pott will heiraten (niederdeutsche Version von Die Heirat von Nikolai Gogol) – Regie: Hans Tügel
- 1959: Dat Licht – Regie: Hans Tügel
- 1959: Abelke Bleken, de Hex vun Ossenwarder – Regie: Hans Tügel
- 1959: Die Reifeprüfung – Regie: Egon Monk
- 1959: Gott sien Speelmann – Regie: Hans Tügel
- 1959: De Börgermeister vun Lütten-Bramdörp – Regie: Hans Mahler
- 1959: De Dannboom ward doch brenn – Regie: Heinz Lanker
- 1960: De Plättmaschin – Regie: Bernd Wiegmann
- 1960: De Pastorenwahl – Regie: Günter Siebert
- 1960: Bott för de Doden – Regie: Hans Tügel
- 1960: Dat Nettelkrut – Regie: Hans Mahler
- 1960: De Trepp – Regie: Walter Bäumer
- 1961: Straten – Regie: Hans Tügel
- 1961: Een Handbreet wieder ... – Regie: Rudolf Beiswanger
- 1961: Ick weet vun nix!. Niederdeutsches Kriminalhörspiel – Regie: Günther Siegmund
- 1961: Haal över – Regie: Curt Timm
- 1961: Marschmusik för't Leben – Regie: Hans Tügel
- 1961: Storm in de Nacht – Regie: Heinz Lanker
- 1962: Carsten Curator – Regie: Hans Mahler
- 1962: Dat letzt vull Glas – Regie: Hans Tügel
- 1962: Keen Platz in't Hus – Regie: Rudolf Beiswanger
- 1962: De billige Köök – Regie: Günther Siegmund
- 1962: Dat Düvelsspill – Regie: Hans Tügel
- 1962: Een ward fehlen ... – Regie: Curt Timm
- 1962: De Dochter – Regie: Günther Siegmund
- 1962: De Buxterhuder Wett – Regie: Günter Jansen
- 1962: Nich dat Geld alleen – Regie: Friedrich Schütter
- 1962: Viola. Plattdeutsches Singspiel nach Hans Balzers gleichnamiger Komödie
- 1963: De Soot – Regie: Friedrich Schütter
- 1963: De Bremer Stadtmuskanten – Regie: Hans Tügel; Jutta Zech
- 1963: Schipp op Strand – Regie: Günther Siegmund
- 1963: Koppgeld – Regie: Rudolf Beiswanger
- 1963: Duppelt Spill – Regie: Rudolf Beiswanger
- 1963: De Straaf – Regie: Heini Kaufeld
- 1964: De Dintenfisch – Regie: Hermann Lenschau
- 1964: Reinke de Voss – Regie: Friedrich Schütter
- 1964: Nix as Theater – Regie: Heini Kaufeld
- 1964: Dat gefährliche Öller – Regie: Rudolf Beiswanger
- 1964: Dat Protokoll – Regie: Hans Tügel
- 1965: Sophie 7 – Regie: Rudolf Beiswanger
- 1965: Een leegen Hannel – Regie: Hans Tügel
- 1965: Kristoffer Kolumbus – Regie: Rudolf Beiswanger
- 1965: Inske – Regie: Jutta Zech, Friedrich Schütter
- 1965: Teindusend Mark – Regie: Heinz Lanker
- 1966: Familje Lammers (1. Teil, Drei Szenen: De Spegel, Nige Tapeten, Diplomatie) – Regie: Hans Tügel
- 1966: De Peppermöhl (aus der Reihe Niederdeutsches Kabarett) (Kuddel) – Regie: Hermann Lenschau, mit Hilde Sicks, Gertrud Prey
- 1966: De Börgermeisterstohl – Regie: Heinz Lanker
- 1966: Duppelte Räken – Regie: Heini Kaufeld
- 1966: De Paradiesappeln – Regie: Günther Siegmund
- 1966: Dat Lock in de Gerechtigkeit – Regie: Hans Tügel
- 1966: Hein Ruku. Niederländisches Volksspiel von Jan Fabricius in der plattdeutschen Funkfassung von Hermann Quistorf – Regie: Rudolf Beiswanger; Jutta Zech
- 1966: Twee Kisten Rum – Regie: Heini Kaufeld
- 1966: Thees Grott sien leven Gott – Regie: Günther Siegmund
- 1966: De hölten Deern – Regie: Günther Siegmund
- 1966: Dat Deenstbook – Regie: Heini Kaufeld
- 1966: Lünkenlarm – Regie: Hans Tügel
- 1966: Dat Sympathiemiddel – Regie: Curt Timm
- 1966: De Duppelkur – Regie: Heinz Lanker
- 1967: De Nixenkomödie – Regie: Hermann Lenschau
- 1967: Dor deit sick wat – Regie: Heini Kaufeld
- 1967: Regenwind – Regie: Nicht bekannt
- 1967: De Termin – Regie: Curt Timm
- 1967: De Düppler Sturmmarsch – Regie: Hans Tügel
- 1967: De Luftballon – Regie: Rudolf Beiswanger
- 1967: Familje Lammers (2. Teil, Drei Szenen: De tweie Lamp, Ut de Kniep holpen, De Hauptperson) – Regie: Hans Tügel
- 1967: De Arvschopp – Regie: Günter Jansen
- 1967: Dat weer de Nachtigall, de sung – Regie: Curt Timm
- 1967: De Keunigin von Honolulu – Regie: Günther Siegmund
- 1967: Aukschoon – Regie: Friedrich Schütter
- 1967: Pastorale 67 – Regie: Fritz Schröder-Jahn
- 1968: Familje Lammers (3. Teil, Drei Szenen: Grönen Kohl, De Baas, Mannslüd) – Regie: Hans Tügel
- 1968: Strudels – Regie: Günter Jansen
- 1968: Wokeen hett schaten? – Regie: Heinz Lanker
- 1968: Bargenstedter Beer – Regie: Rudolf Beiswanger
- 1968: Üm de Babenhand – Regie: Günther Siegmund
- 1968: De Proov – Regie: Rudolf Beiswanger
- 1968: De Toorn – Regie: Hans Tügel
- 1969: De krumme Tour – Regie: Günter Jansen
- 1969: Pechvagels – Regie: Hans Tügel
- 1969: De Weg weer wiet – Regie: Heinz Lanker
- 1969: Dat Wulkenhus – Regie: Rudolf Beiswanger
- 1969: Hans Nüms – Regie: Marion Böttcher, Gertrud Niemitz, Curt Timm
- 1970: Dat Güstern un dat Morgen – Regie: Hans Tügel
- 1970: Dat Wunnermittel – Regie: Hans Tügel
- 1971: Den Herrn Pastor sien Koh – Regie: Curt Timm
- 1971: Lüttje Lögen – Regie: Rudolf Beiswanger
- 1971: Hochtietsreis – Regie: Curt Timm
- 1971: Dat stahlen Glück – Regie: Curt Timm
- 1971: Rebbel dat Bettlaken op – Regie: Günter Jansen
- 1972: Allens Theater – Regie: Günter Jansen
- 1972: Vadder sien Bild – Regie: Hans Tügel
- 1973: Blauen Dunst. Niederdeutsche Funksatire – Regie: Curt Timm